# Lijst van medaillewinnaars op de Olympische Zomerspelen 1920
Deze pagina geeft een totaal overzicht van de medaillewinnaars in de sportdisciplines op de Olympische Zomerspelen 1920 in Antwerpen, België. Hierbij is de indeling alfabetisch gerangschikt op basis van de olympische sporten en binnen de sporten op discipline. De teamsporten zijn onderaan in een tabel samengevat.

## Atletiek
Mannen
| Onderdeel             | Goud | Goud                                                                     | Zilver | Zilver                                                                              | Brons | Brons                                                           |
| --------------------- | ---- | ------------------------------------------------------------------------ | ------ | ----------------------------------------------------------------------------------- | ----- | --------------------------------------------------------------- |
| 100 m                 | USA  | Charley Paddock                                                          | USA    | Morris Kirksey                                                                      | GBR   | Harry Edward                                                    |
| 200 m                 | USA  | Allen Woodring                                                           | USA    | Charley Paddock                                                                     | GBR   | Harry Edward                                                    |
| 400 m                 | RSA  | Bevil Rudd                                                               | GBR    | Guy Butler                                                                          | SWE   | Nils Engdahl                                                    |
| 800 m                 | GBR  | Albert Hill                                                              | USA    | Earl Eby                                                                            | RSA   | Bevil Rudd                                                      |
| 1500 m                | GBR  | Albert Hill                                                              | GBR    | Philip Noel-Baker                                                                   | USA   | Lawrence Shields                                                |
| 5000 m                | FRA  | Joseph Guillemot                                                         | FIN    | Paavo Nurmi                                                                         | SWE   | Eric Backman                                                    |
| 10.000 m              | FIN  | Paavo Nurmi                                                              | FRA    | Joseph Guillemot                                                                    | GBR   | James Wilson                                                    |
| 110 m horden          | CAN  | Earl Thomson                                                             | USA    | Harold Barron                                                                       | USA   | Frederick Murray                                                |
| 400 m horden          | USA  | Frank Loomis                                                             | USA    | John Norton                                                                         | USA   | August Desch                                                    |
| 3000 m steeplechase   | GBR  | Percy Hodge                                                              | USA    | Patrick Flynn                                                                       | ITA   | Ernesto Ambrosini                                               |
| 4×100 m estafette     | USA  | Morris Kirksey Loren Murchison Charley Paddock Jackson Scholz            | FRA    | Émile Ali-Khan René Lorain René Mourlon René Tirard                                 | SWE   | Agne Holmström Sven Malm William Petersson Nils Sandström       |
| 4×400 m estafette     | GBR  | John Ainsworth-Davis Guy Butler Cecil Griffiths Robert Lindsay           | RSA    | Harry Davel Clarence Oldfield Jack Oosterlaak Bevil Rudd                            | FRA   | Géo André Maurice Delvart Jean André Devaux Gaston Féry         |
| 3000 m team           | USA  | Horace Brown Michael Devaney Ivan Dresser Arlie Schardt Lawrence Shields | GBR    | Charles Blewitt James Hatton Albert Hill Percy Hodge Duncan McPhee William Seagrove | SWE   | Eric Backman Josef Holsner Sven Lundgren Edvin Wide John Zander |
| 3 km snelwandelen     | ITA  | Ugo Frigerio                                                             | AUS    | George Parker                                                                       | USA   | Richard Remer                                                   |
| 10 km snelwandelen    | ITA  | Ugo Frigerio                                                             | USA    | Joseph Pearman                                                                      | GBR   | Charles Gunn                                                    |
| Marathon              | FIN  | Hannes Kolehmainen                                                       | EST    | Jüri Lossmann                                                                       | ITA   | Valerio Arri                                                    |
| Verspringen           | SWE  | William Petersson                                                        | USA    | Carl Johnson                                                                        | SWE   | Erik Abrahamsson                                                |
| Hink-stap-springen    | FIN  | Vilho Tuulos                                                             | SWE    | Folke Janson                                                                        | SWE   | Erik Almlöf                                                     |
| Hoogspringen          | USA  | Richmond Landon                                                          | USA    | Harold Muller                                                                       | SWE   | Bo Ekelund                                                      |
| Polsstokhoogspringen  | USA  | Frank Foss                                                               | DEN    | Henry Petersen                                                                      | USA   | Edwin Myers                                                     |
| Kogelstoten           | FIN  | Ville Pörhölä                                                            | FIN    | Elmer Niklander                                                                     | USA   | Harry Liversedge                                                |
| Discuswerpen          | FIN  | Elmer Niklander                                                          | FIN    | Armas Taipale                                                                       | USA   | Augustus Pope                                                   |
| Speerwerpen           | FIN  | Jonni Myyrä                                                              | FIN    | Urho Peltonen                                                                       | FIN   | Paavo Jaale-Johansson                                           |
| Kogelslingeren        | USA  | Patrick Ryan                                                             | SWE    | Carl Johan Lind                                                                     | USA   | Basil Bennet                                                    |
| Gewichtwerpen         | USA  | Pat McDonald                                                             | USA    | Patrick Ryan                                                                        | SWE   | Carl Johan Lind                                                 |
| Vijfkamp              | FIN  | Eero Lehtonen                                                            | USA    | Everett Bradley                                                                     | FIN   | Hugo Lahtinen                                                   |
| Tienkamp              | NOR  | Helge Løvland                                                            | USA    | Brutus Hamilton                                                                     | SWE   | Bertil Ohlson                                                   |
| Veldlopen individueel | FIN  | Paavo Nurmi                                                              | SWE    | Eric Backman                                                                        | FIN   | Heikki Liimatainen                                              |
| Veldlopen team        | FIN  | Teodor Koskenniemi Heikki Liimatainen Paavo Nurmi                        | GBR    | Frank Hegarty Alfred Nichols James Wilson                                           | SWE   | Eric Backman Hilding Ekman Gustaf Mattsson                      |

## Boksen
Mannen
| Onderdeel        | Goud | Goud            | Zilver | Zilver            | Brons | Brons               |
| ---------------- | ---- | --------------- | ------ | ----------------- | ----- | ------------------- |
| Vlieggewicht     | USA  | Frankie Genaro  | DEN    | Anders Petersen   | GBR   | William Cuthbertson |
| Bantamgewicht    | RSA  | Clarence Walker | CAN    | Chris Graham      | GBR   | George McKenzie     |
| Vedergewicht     | FRA  | Paul Fritsch    | FRA    | Jean Gachet       | ITA   | Edoardo Garzena     |
| Lichtgewicht     | USA  | Samuel Mosberg  | DEN    | Gotfred Johansen  | CAN   | Clarence Newton     |
| Weltergewicht    | CAN  | Bert Schneider  | GBR    | Alexander Ireland | USA   | Frederick Colberg   |
| Middengewicht    | GBR  | Harry Mallin    | CAN    | George Prud'Homme | CAN   | Moe Herscovitch     |
| Halfzwaargewicht | USA  | Eddie Eagan     | NOR    | Sverre Sørsdal    | GBR   | Harold Franks       |
| Zwaargewicht     | GBR  | Ronald Rawson   | DEN    | Søren Petersen    | FRA   | Albert Eluère       |

## Boogschieten
Mannen
| Onderdeel                                 | Goud | Goud | Zilver              | Zilver | Brons                  | Brons |
| ----------------------------------------- | ---- | --- | ------------------- | --- | ---------------------- | --- |
| Vast vogeldoel, grote vogel, individueel  | BEL  | Edmond Cloetens | BEL                 | Louis Van de Perck | BEL                    | Firmin Flamand                                                                                            |
| Vast vogeldoel, grote vogel, team         | BEL  | Edmond Cloetens Firmin Flamand Joseph Hermans Louis Van de Perck Auguste Van De Verre Edmond Van Moer                               | één deelnemend team | één deelnemend team | één deelnemend team    | één deelnemend team                                                                                       |
| Vast vogeldoel, kleine vogel, individueel | BEL  | Edmond Van Moer | BEL                 | Louis Van de Perck | BEL                    | Joseph Hermans                                                                                            |
| Vast vogeldoel, kleine vogel, team        | BEL  | Edmond Cloetens Firmin Flamand Joseph Hermans Louis Van de Perck Auguste Van De Verre Edmond Van Moer                               | één deelnemend team | één deelnemend team | één deelnemend team    | één deelnemend team                                                                                       |
| Bewegend vogeldoel, 50 m, individueel     | FRA  | Julien Brulé | BEL                 | Hubert Van Innis | twee deelnemers        | twee deelnemers                                                                                           |
| Bewegend vogeldoel, 50 m, team            | BEL  | Alphonse Allaert Edmond De Knibber Jérôme De Mayer Louis Delcon Louis Fierens Louis Van Beeck Hubert Van Innis Pierre Van Thielt    | FRA                 | Julien Brulé Léon Epin Pascal Fauvel Eugène Grisot Paul Leroy Artur Mabellon Léonce Quentin Eugène Richez                        | twee deelnemende teams | twee deelnemende teams                                                                                    |
| Bewegend vogeldoel, 33 m, individueel     | BEL  | Hubert Van Innis | FRA                 | Julien Brulé | twee deelnemers        | twee deelnemers                                                                                           |
| Bewegend vogeldoel, 33 m, team            | BEL  | Alphonse Allaert Edmond De Knibber Jérôme De Mayer Louis Delcon Louis Fierens Louis Van Beeck Hubert Van Innis Pierre Van Thielt    | FRA                 | Julien Brulé Léon Epin Pascal Fauvel Eugène Grisot Paul Leroy Artur Mabellon Léonce Quentin Eugène Richez                        | twee deelnemende teams | twee deelnemende teams                                                                                    |
| Bewegend vogeldoel, 28 m, individueel     | BEL  | Hubert Van Innis | FRA                 | Léonce Quentin | twee deelnemers        | twee deelnemers                                                                                           |
| Bewegend vogeldoel, 28 m, team            | NED  | Piet de Brouwer Driekske van Bussel Jo van Gastel Tiest van Gestel Janus van Merriënboer Joep Packbiers Janus Theeuwes Theo Willems | BEL                 | Alphonse Allaert Edmond De Knibber Jérôme De Mayer Louis Delcon Louis Fierens Louis Van Beeck Hubert Van Innis Pierre Van Thielt | FRA                    | Julien Brulé Léon Epin Pascal Fauvel Eugène Grisot Paul Leroy Artur Mabellon Léonce Quentin Eugène Richez |

## Gewichtheffen
Mannen
| Onderdeel        | Goud | Goud            | Zilver | Zilver            | Brons | Brons             |
| ---------------- | ---- | --------------- | ------ | ----------------- | ----- | ----------------- |
| Vedergewicht     | BEL  | Frans De Haes   | EST    | Alfred Schmidt    | SUI   | Eugène Ryter      |
| Lichtgewicht     | EST  | Alfred Neuland  | BEL    | Louis Williquet   | BEL   | Florimond Rooms   |
| Middengewicht    | FRA  | Henri Gance     | ITA    | Pietro Bianchi    | SWE   | Albert Pettersson |
| Halfzwaargewicht | FRA  | Ernest Cadine   | SUI    | Fritz Hünenberger | SWE   | Erik Pettersson   |
| Zwaargewicht     | ITA  | Filippo Bottino | LUX    | Joseph Alzin      | FRA   | Louis Bernot      |

## Gymnastiek

### Turnen
Mannen
| Onderdeel                              | Goud       | Goud            | Zilver     | Zilver       | Brons                  | Brons                  |
| -------------------------------------- | ---------- | --------------- | ---------- | ------------ | ---------------------- | ---------------------- |
| Individuele meerkamp, Europees systeem | ITA        | Giorgio Zampori | FRA        | Marco Torrès | FRA                    | Jean Gounot            |
| Team, Europees systeem                 | Italië     | Italië          | België     | België       | Frankrijk              | Frankrijk              |
| Team, vrij systeem                     | Denemarken | Denemarken      | Noorwegen  | Noorwegen    | twee deelnemende teams | twee deelnemende teams |
| Team, Zweeds systeem                   | Zweden     | Zweden          | Denemarken | Denemarken   | België                 | België                 |

## Moderne vijfkamp
| Onderdeel | Goud | Goud           | Zilver | Zilver        | Brons | Brons      |
| --------- | ---- | -------------- | ------ | ------------- | ----- | ---------- |
| Mannen    | SWE  | Gustaf Dyrssen | SWE    | Erik de Laval | SWE   | Gösta Runö |

## Paardensport
| Onderdeel                   | Goud | Goud | Zilver | Zilver | Brons | Brons |
| --------------------------- | --- | --- | --- | --- | --- | --- |
| Dressuur, individueel       | SWE | Janne Lundblad op Uno                                                                                    | SWE | Bertil Sandström op Sabel | SWE | Hans von Rosen op Running Sister                                                                                                   |
| Eventing, individueel       | SWE | Helmer Mörner op Germania                                                                                | SWE | Åge Lundström op Ysra | ITA | Ettore Caffaratti op Caniche |
| Eventing, team              | Zweden Georg von Braun op Diana Gustaf Dyrsch op Salamis Åge Lundström op Ysra Helmer Mörner op Germania | Zweden Georg von Braun op Diana Gustaf Dyrsch op Salamis Åge Lundström op Ysra Helmer Mörner op Germania | Italië Carlo Asinari op Savari Giulio Cacciandra op Facetto Ettore Caffaratti op Caniche Garibaldi Spighiop Otello                | Italië Carlo Asinari op Savari Giulio Cacciandra op Facetto Ettore Caffaratti op Caniche Garibaldi Spighiop Otello                | België Jules Bonvalet op Weppelghem Oswald Lints op Martha Jacques Misonne op Gaucho Roger Moeremans d'Emaüs op Sweet Girl         | België Jules Bonvalet op Weppelghem Oswald Lints op Martha Jacques Misonne op Gaucho Roger Moeremans d'Emaüs op Sweet Girl         |
| Springconcours, individueel | ITA | Tommaso Lequio di Assaba op Trebecco                                                                     | ITA | Alessandro Valerio op Cento | SWE | Carl Gustaf Lewenhaupt op Mon Coeur                                                                                                |
| Springconcours, team        | Zweden Claës König op Tresor Frank Martin op Kohort Daniel Norling op Eros II Hans von Rosen op Poor Boy | Zweden Claës König op Tresor Frank Martin op Kohort Daniel Norling op Eros II Hans von Rosen op Poor Boy | België André Coumans op Lisette Herman de Gaiffier d'Hestroy op Miss Herman d'Oultromont op Lord Kitchener Henri Laame op Biscuit | België André Coumans op Lisette Herman de Gaiffier d'Hestroy op Miss Herman d'Oultromont op Lord Kitchener Henri Laame op Biscuit | Italië Alessandro Alvisi op Raggio di Sole Carlo Asinari op Varone Giulio Cacciandra op Fortunello Ettore Caffaratti op Tradittore | Italië Alessandro Alvisi op Raggio di Sole Carlo Asinari op Varone Giulio Cacciandra op Fortunello Ettore Caffaratti op Tradittore |
| Voltige, individueel        | BEL | Daniel Bouckaert op ?                                                                                    | FRA | Field op ? | BEL | Louis Finet op ? |
| Voltige, team               | België Daniel Bouckaert op ? Louis Finet op ? van Ranst op ?                                             | België Daniel Bouckaert op ? Louis Finet op ? van Ranst op ?                                             | Frankrijk Cauchy op ? Field op ? Salins op ?                                                                                      | Frankrijk Cauchy op ? Field op ? Salins op ?                                                                                      | Zweden Carl Green op ? Anders Mårtensson op ? Oskar Nilsson op ?                                                                   | Zweden Carl Green op ? Anders Mårtensson op ? Oskar Nilsson op ?                                                                   |

## Roeien
Mannen
| Onderdeel         | Goud | Goud | Zilver | Zilver | Brons | Brons |
| ----------------- | ---- | --- | ------ | --- | ----- | --- |
| Skiff             | USA  | John Brendan Kelly | GBR    | Jack Beresford | NZL   | D. Clarence Hadfield d'Arcy |
| Dubbel-twee       | USA  | Paul Costello John Brendan Kelly | ITA    | Pietro Annoni Erminio Dones | FRA   | Gaston Giran Alfred Plé |
| Twee-met-stuurman | ITA  | Guido de Filip * Ercole Olgeni Giovanni Scatturin                                                                                   | FRA    | Ernest Barberolle * Maurice Bouton Gabriel Poix                                                                                | SUI   | Edouard Candeveau Alfred Felber Paul Piaget *                                                                                   |
| Vier-met-stuurman | SUI  | Willy Brüderlin Max Rudolf Paul Rudolf Paul Staub * Hans Walter                                                                     | USA    | Sherman Clark * Erich Federschmidt Franz Federschmidt Carl Otto Klose Kenneth Myers                                            | NOR   | Per Gulbrandsen Thoralf Hagen * Theodor Klem Henry Larsen Birger Var                                                            |
| Acht              | USA  | Sherman Clark * Vincent Gallagher Edwin Graves Virgil Jacomini Donald Johnston William Jordan Clyde King Edward Moore Alden Sanborn | GBR    | John Campbell Sebastian Earl Ewart Horsfall Walter James Robin Johnstone * Richard Lucas Guy Nickalls Ralph Shove Sidney Swann | NOR   | Haakon Ellingsen Thoralf Hagen * Thore Michelsen Arne Mortensen Karl Nag Theodor Nag Adolf Nilsen Conrad Olsen Tollef Tollefsen |

* stuurman

## Schaatssporten

### Kunstrijden
| Onderdeel | Goud | Goud                                | Zilver | Zilver                  | Brons | Brons                          |
| --------- | ---- | ----------------------------------- | ------ | ----------------------- | ----- | ------------------------------ |
| Mannen    | SWE  | Gillis Grafström                    | NOR    | Andreas Krogh           | NOR   | Martin Stixrud                 |
| Vrouwen   | SWE  | Magda Julin                         | SWE    | Svea Norén              | USA   | Theresa Weld                   |
| Paren     | FIN  | Ludovika Jakobsson Walter Jakobsson | NOR    | Alexia Bryn Yngvar Bryn | GBR   | Phyllis Johnson Basil Williams |

## Schermen
Mannen
| Onderdeel           | Goud | Goud | Zilver | Zilver | Brons | Brons |
| ------------------- | ---- | --- | ------ | --- | ----- | --- |
| Degen, individueel  | FRA  | Armand Massard | FRA    | Alexandre Lippmann | FRA   | Gustave Buchard |
| Degen, team         | ITA  | Antonio Allocchio Tullio Bozza Giovanni Canova Tommaso Costantino Andrea Marrazzi Aldo Nadi Nedo Nadi Abelardo Olivier Paolo Thaon di Revel Dino Urbani | BEL    | Paul Anspach Victor Boin Joseph De Craecker Maurice De Wee Ernest Gevers Félix Goblet d'Alviella Philippe le Hardy Fernand de Montigny Léon Tom | FRA   | Gaston Amson Gustave Buchard Georges Casanova Alexandre Lippmann Armand Massard Emile Moreau Georges Trombert                                                               |
| Floret, individueel | ITA  | Nedo Nadi | FRA    | Philippe Cattiau | FRA   | Roger Ducret |
| Floret, team        | ITA  | Baldo Baldi Tommaso Costantino Aldo Nadi Nedo Nadi Abelardo Olivier Oreste Puliti Pietro Speciale Rodolfo Terlizzi                                      | FRA    | Gaston Amson Lionel Bony De Castellane Philippe Cattiau Roger Ducret Lucien Gaudin André Labatut Marcel Perrot Georges Trombert                 | USA   | Henry Breckinridge Harold Rayner Robert Sears Arthur St Clair Lyon Francis Webster Honeycutt                                                                                |
| Sabel, individueel  | ITA  | Nedo Nadi | ITA    | Aldo Nadi | NED   | Arie de Jong |
| Sabel, team         | ITA  | Aldo Nadi Nedo Nadi Francesco Gargano Oreste Puliti Giorgio Santelli Dino Urbani Baldo Baldi                                                            | FRA    | Jean Lacroix Jean Margraff Jean Mondielli Marc Perrodon Henri de Saint Germain Georges Trombert                                                 | NED   | Louis Albert Armand Etienne Delaunoij Jetze Doorman Willem Peter Hubert van Blijenburgh Arie de Jong Jan van der Wiel Henri Jacob Marie Wijnoldy-Daniëls Salomon Zeldenrust |

## Schietsport
Mannen
| Onderdeel                                         | Goud | Goud                                                                         | Zilver | Zilver                                                                                                 | Brons | Brons                                                                                     |
| ------------------------------------------------- | ---- | ---------------------------------------------------------------------------- | ------ | --- | ----- | ----------------------------------------------------------------------------------------- |
| Militair geweer 300 m drie houdingen, individueel | USA  | Morris Fisher                                                                | DEN    | Niels Larsen                                                                                           | NOR   | Østen Østensen                                                                            |
| Militair geweer 300 m drie houdingen, team        | USA  | Dennis Fenton Morris Fisher Willis Lee Carl Osburn Lloyd Spooner             | NOR    | Albert Helgerud Otto Olsen Østen Østensen Gudbrand Skatteboe Olaf Sletten                              | SUI   | Gustave Amoudruz Ulrich Fahrner Fritz Kuchen Werner Schneeberger Bernhard Siegenthaler    |
| Militair geweer 300 m staand, individueel         | USA  | Carl Osburn                                                                  | DEN    | Lars Madsen                                                                                            | USA   | Lawrence Nuesslein                                                                        |
| Militair geweer 300 m staand, team                | DEN  | Niels Larsen Lars Madsen Anders Petersen Anders Nielsen Erik Sætter-Lassen   | USA    | Thomas Brown Willis Lee Lawrence Nuesslein Carl Osburn Lloyd Spooner                                   | SWE   | Olle Ericsson Mauritz Eriksson Walfried Hellman Carl Johansson Leon Lagerlöf              |
| Militair geweer 300 m liggend, individueel        | NOR  | Otto Olsen                                                                   | FRA    | Léon Johnson                                                                                           | SUI   | Fritz Kuchen                                                                              |
| Militair geweer 300 m liggend, team               | USA  | Morris Fisher Joseph Jackson Willis Lee Carl Osburn Lloyd Spooner            | FRA    | Léon Johnson André Parmentier Achille Paroche Georges Roes Emile Rumeau                                | FIN   | Voitto Kolho Kalle Lappalainen Veli Nieminen Vilho Vauhkonen Magnus Wegelius              |
| Militair geweer 600 m liggend, individueel        | SWE  | Carl Johansson                                                               | SWE    | Mauritz Eriksson                                                                                       | USA   | Lloyd Spooner                                                                             |
| Militair geweer 600 m liggend, team               | USA  | Dennis Fenton Joseph Jackson Willis Lee Gunnery Schriver Lloyd Spooner       | RSA    | Robert Bodley Ferdinand Buchanan George Harvey Fred Morgan David Smith                                 | SWE   | Erik Blomqvist Mauritz Eriksson Carl Johansson Gustaf Adolf Jonsson Per Erik Ohlsson      |
| Militair geweer 300 en 600 m liggend, team        | USA  | Joseph Jackson Willis Lee Carl Osburn Gunnery Schriver Lloyd Spooner         | NOR    | Albert Helgerud Otto Olsen Jakob Onsrud Østen Østensen Olaf Sletten                                    | SUI   | Eugene Addor Joseph Jehle Fritz Kuchen Werner Schneeberger Weibel                         |
| Kleinkalibergeweer 50 m, individueel              | USA  | Lawrence Nuesslein                                                           | USA    | Arthur Rothrock                                                                                        | USA   | Dennis Fenton                                                                             |
| Kleinkalibergeweer 50 m, team                     | USA  | Dennis Fenton Willis Lee Lawrence Nuesslein Arthur Rothrock Gunnery Schriver | SWE    | Sigvard Hultcrantz Olle Ericsson Leon Lagerlöf Per Erik Ohlsson Ragnar Stare                           | NOR   | Albert Helgerud Sigvart Johansen Anton Olsen Østen Østensen Olaf Sletten                  |
| Pistool 50 m, individueel                         | USA  | Carl Frederick                                                               | BRA    | Afrânio da Costa                                                                                       | USA   | Alfred Lane                                                                               |
| Pistool 50 m, team                                | USA  | Raymond Bracken Carl Frederick Michael Kelly Alfred Lane James Snook         | SWE    | Anders Andersson Gunnar Gabrielsson Sigvard Hultcrantz Anders Johnsson Casimir Reuterskiöld            | BRA   | Dario Barbosa Afrânio da Costa Guilherme Paraense Fernando Soledade Sebastião Wolf        |
| Duelpistool 30 m, individueel                     | BRA  | Guilherme Paraense                                                           | USA    | Raymond Bracken                                                                                        | SUI   | Fritz Zulauf                                                                              |
| Duelpistool 30 m, team                            | USA  | Carl Frederick Louis Harant Michael Kelly Alfred Lane James Snook            | GRE    | Georgios Moraitinis Iason Sappas Alexandros Theofilakis Ioannis Theofilakis Alexandros Vrasivanopoulos | SUI   | Gustave Amoudruz Hans Egli Domenico Giambonini Joseph Jehle Fritz Zulauf                  |
| Enkel schot op lopend hert, individueel           | NOR  | Otto Olsen                                                                   | SWE    | Alfred Swahn                                                                                           | NOR   | Harald Natvig                                                                             |
| Enkel schot op lopend hert, team                  | NOR  | Einar Liberg Ole Lilloe-Olsen Harald Natvig Hans Nordvik Otto Olsen          | FIN    | Yrjö Kolho Kalle Lappalainen Toivo Tikkanen Nestori Toivonen Magnus Wegelius                           | USA   | Thomas Brown Willis Lee Lawrence Nuesslein Carl Osburn Lloyd Spooner                      |
| Dubbel schot op lopend hert, individueel          | NOR  | Ole Lilloe-Olsen                                                             | SWE    | Fredric Landelius                                                                                      | NOR   | Einar Liberg                                                                              |
| Dubbel schot op lopend hert, team                 | NOR  | Thorsten Johansen Einar Liberg Ole Lilloe-Olsen Harald Natvig Hans Nordvik   | SWE    | Edvard Benedicks Bengt Lagercrantz Fredric Landelius Alfred Swahn Oscar Swahn                          | FIN   | Yrjö Kolho Toivo Tikkanen Nestori Toivonen Vilho Vauhkonen Magnus Wegelius                |
| Kleiduiven, individueel                           | USA  | Mark Arie                                                                    | USA    | Frank Troeh                                                                                            | USA   | Frank Wright                                                                              |
| Kleiduiven, team                                  | USA  | Mark Arie Horace Bonser Jay Clark Forest McNeir Frank Troeh Frank Wright     | BEL    | Albert Bosquet Joseph Cogels Emile Dupont Edouard Fesinger Henri Quersin Louis Van Tilt                | SWE   | Per Kinde Fredric Landelius Erik Lundqvist Karl Richter Erik Sökjer-Petersén Alfred Swahn |

## Tennis
| Onderdeel          | Goud | Goud                         | Zilver | Zilver                           | Brons | Brons                            |
| ------------------ | ---- | ---------------------------- | ------ | -------------------------------- | ----- | -------------------------------- |
| Enkelspel (m)      | RSA  | Louis Raymond                | JPN    | Ichiya Kumagae                   | RSA   | Charles Winslow                  |
| Dubbelspel (m)     | GBR  | Noel Turnbull Max Woosnam    | JPN    | Seiichiro Kashio Ichiya Kumagae  | FRA   | Pierre Albarran Max Décugis      |
|                    |      |                              |        |                                  |       |                                  |
| Enkelspel (v)      | FRA  | Suzanne Lenglen              | GBR    | Dorothy Holman                   | GBR   | Kitty McKane                     |
| Dubbelspel (v)     | GBR  | Kitty McKane Winifred McNair | GBR    | Geraldine Beamish Dorothy Holman | FRA   | Élisabeth d'Ayen Suzanne Lenglen |
|                    |      |                              |        |                                  |       |                                  |
| Gemengd dubbelspel | FRA  | Suzanne Lenglen Max Décugis  | GBR    | Kitty McKane Max Woosnam         | TCH   | Milada Skrbková Ladislav Žemla   |

## Wielersport

### Baan
Mannen
| Onderdeel                  | Goud | Goud                                                          | Zilver | Zilver                                                  | Brons | Brons                                                    |
| -------------------------- | ---- | ------------------------------------------------------------- | ------ | ------------------------------------------------------- | ----- | -------------------------------------------------------- |
| Sprint, 1000 m             | NED  | Maurice Peeters                                               | GBR    | Tiny Johnson                                            | GBR   | Harry Ryan                                               |
| 50 km                      | BEL  | Henry George                                                  | GBR    | Cyril Alden                                             | NED   | Piet Ikelaar                                             |
| Tandem, 2000 m             | GBR  | Thomas Lance Harry Ryan                                       | RSA    | William Smith James Walker                              | NED   | Piet Ikelaar Frans de Vreng                              |
| Ploegachtervolging, 4000 m | ITA  | Arnaldo Carli Ruggero Ferrario Franco Giorgetti Primo Magnani | GBR    | Cyril Alden Horace Johnson William Stewart Albert White | RSA   | Sammy Goosen Henry Kaltenbrun William Smith James Walker |

### Weg
Mannen
| Onderdeel            | Goud | Goud                                                                  | Zilver | Zilver                                                    | Brons | Brons                                                           |
| -------------------- | ---- | --------------------------------------------------------------------- | ------ | --------------------------------------------------------- | ----- | --------------------------------------------------------------- |
| Tijdrit, individueel | SWE  | Harry Stenqvist                                                       | RSA    | Henry Kaltenbrun                                          | FRA   | Fernand Canteloube                                              |
| Tijdrit, ploegen     | FRA  | Fernand Canteloube Georges Detreille Marcel Gobillot Achille Souchard | SWE    | Sigfrid Lundberg Ragnar Malm Axel Persson Harry Stenqvist | BEL   | Albert De Bunné Jean Jeanssens André Vercruysse Albert Wyckmans |

## Worstelen

### Grieks-Romeins
Mannen
| Onderdeel                      | Goud | Goud            | Zilver | Zilver          | Brons | Brons             |
| ------------------------------ | ---- | --------------- | ------ | --------------- | ----- | ----------------- |
| Vedergewicht (tot 60 kg)       | FIN  | Oskari Friman   | FIN    | Heikki Kähkönen | SWE   | Frithiof Svensson |
| Lichtgewicht (tot 67,5 kg)     | FIN  | Eemeli Väre     | FIN    | Taavi Tamminen  | NOR   | Frithjof Andersen |
| Middengewicht (tot 75 kg)      | SWE  | Carl Westergren | FIN    | Arthur Lindfors | FIN   | Matti Perttilä    |
| Halfzwaargewicht (tot 82,5 kg) | SWE  | Claes Johansson | FIN    | Edil Rosenqvist | DEN   | Johannes Eriksen  |
| Zwaargewicht (boven 82,5 kg)   | FIN  | Adolf Lindfors  | DEN    | Poul Hansen     | FIN   | Martti Nieminen   |

### Vrije stijl
Mannen
| Onderdeel                      | Goud | Goud            | Zilver | Zilver            | Brons   | Brons                         |
| ------------------------------ | ---- | --------------- | ------ | ----------------- | ------- | ----------------------------- |
| Vedergewicht (tot 60 kg)       | USA  | Charles Ackerly | USA    | Samuel Gerson     | GBR     | Philip Bernard                |
| Lichtgewicht (tot 67,5 kg)     | FIN  | Kalle Anttila   | SWE    | Gottfrid Svensson | GBR     | Peter Wright                  |
| Middengewicht (tot 75 kg)      | FIN  | Eino Leino      | FIN    | Väinö Penttala    | USA     | Charles Johnson               |
| Halfzwaargewicht (tot 82,5 kg) | SWE  | Anders Larsson  | SUI    | Charles Courant   | USA     | Walter Maurer                 |
| Zwaargewicht (boven 82,5 kg)   | SUI  | Robert Roth     | USA    | Nathan Pendleton  | USA SWE | Frederick Meyer Ernst Nilsson |

## Zeilen
| Onderdeel               | Goud | Goud | Zilver          | Zilver                                                                 | Brons           | Brons                                           |
| ----------------------- | ---- | --- | --------------- | ---------------------------------------------------------------------- | --------------- | ----------------------------------------------- |
| 12 voets jol            | NED  | Cornelis Hin Frans Hin Johan Hin | NED             | Petrus Beukers Arnoud van der Biesen                                   | niet uitgereikt | niet uitgereikt                                 |
| 18 voets jol            | GBR  | Thomas Hedberg Francis Richards | niet uitgereikt | niet uitgereikt                                                        | niet uitgereikt | niet uitgereikt                                 |
| 6m-klasse (1907-type)   | BEL  | Frédéric Bruynseels Émile Cornellie Florimond Cornellie                                                                                         | NOR             | Leif Erichsen Andreas Knudsen Ejnar Torgensen                          | NOR             | Henrik Agersborg Einar Berntsen Trygve Pedersen |
| 6m-klasse (1919-type)   | NOR  | Andreas Brecke Paal Kaasen Ingolf Rød | BEL             | Léon Huybrechts John Klotz Charles Van den Bussche                     | niet uitgereikt | niet uitgereikt                                 |
| 6,5m-klasse (1919-type) | NED  | Bernard Carp Joop Carp Piet Wernink | FRA             | Robert Monier Félix Picon Albert Weil                                  | niet uitgereikt | niet uitgereikt                                 |
| 7m-klasse (1919-type)   | GBR  | Robert Coleman William Maddison Cyril Wright Dorothy Wright                                                                                     | NOR             | Sten Abel Christian Dick Johan Faye Niels Nielsen                      | niet uitgereikt | niet uitgereikt                                 |
| 8m-klasse (1907-type)   | NOR  | Thorleif Holbye Alf Jacobsen Kristoffer Olsen Carl Ringvold Tellef Wagle                                                                        | niet uitgereikt | niet uitgereikt                                                        | niet uitgereikt | niet uitgereikt                                 |
| 8m-klasse (1919-type)   | NOR  | Thorleif Christoffersen Magnus Konow Reidar Martiniuson Ragnar Vik                                                                              | NOR             | Jens Salvesen Finn Schiander Lauritz Schmidt Nils Thomas Ralph Tschudi | niet uitgereikt | niet uitgereikt                                 |
| 10m-klasse (1907-type)  | NOR  | Erik Herseth Sigurd Holter Gunnar Jamvold Petter Jamvold Claus Juell Ingar Nielsen Ole Sørensen                                                 | niet uitgereikt | niet uitgereikt                                                        | niet uitgereikt | niet uitgereikt                                 |
| 10m-klasse (1919-type)  | NOR  | Charles Arentz Otto Falkenberg Robert Giertsen Willy Gilbert Halfdan Schjøtt Trygve Schjøtt Arne Sejersted                                      | niet uitgereikt | niet uitgereikt                                                        | niet uitgereikt | niet uitgereikt                                 |
| 12m-klasse (1907-type)  | NOR  | Halvor Birkeland Rasmus Birkeland Lauritz Christiansen Halvor Møgster Hans Næss Henrik Østervold Jan Østervold Kristian Østervold Ole Østervold | niet uitgereikt | niet uitgereikt                                                        | niet uitgereikt | niet uitgereikt                                 |
| 12m-klasse (1919-type)  | NOR  | Arthur Allers Martin Borthen Johan Friele Kaspar Hassel Erik Ørvig Olaf Ørvig Thor Ørvig Egill Reimers Christen Wiese                           | niet uitgereikt | niet uitgereikt                                                        | niet uitgereikt | niet uitgereikt                                 |
| 30m²-klasse             | SWE  | Gösta Bengtsson Gösta Lundquist Rolf Steffenburg                                                                                                | niet uitgereikt | niet uitgereikt                                                        | niet uitgereikt | niet uitgereikt                                 |
| 40m²-klasse             | SWE  | Tore Holm Yngve Holm Axel Rydin Georg Tengwall                                                                                                  | SWE             | Percy Almstedt Erik Mellbin Gustaf Svensson Ragnar Svensson            | niet uitgereikt | niet uitgereikt                                 |

## Zwemsporten

### Langebaanzwemmen
Mannen
| Onderdeel           | Goud | Goud                                                           | Zilver | Zilver                                                  | Brons | Brons                                                           |
| ------------------- | ---- | -------------------------------------------------------------- | ------ | ------------------------------------------------------- | ----- | --------------------------------------------------------------- |
| 100 m vrije slag    | USA  | Duke Kahanamoku                                                | USA    | Pua Kela Kealoha                                        | USA   | William Harris                                                  |
| 400 m vrije slag    | USA  | Norman Ross                                                    | USA    | Ludy Langer                                             | CAN   | George Vernot                                                   |
| 1500 m vrije slag   | USA  | Norman Ross                                                    | CAN    | George Vernot                                           | AUS   | Frank Beaurepaire                                               |
| 100 m rugslag       | USA  | Warren Kealoha                                                 | USA    | Raymond Kegeris                                         | BEL   | Gérard Blitz                                                    |
| 200 m schoolslag    | SWE  | Håkan Malmrot                                                  | SWE    | Thor Henning                                            | FIN   | Arvo Aaltonen                                                   |
| 400 m schoolslag    | SWE  | Håkan Malmrot                                                  | SWE    | Thor Henning                                            | FIN   | Arvo Aaltonen                                                   |
| 4x 200 m vrije slag | USA  | Duke Kahanamoku Pua Kela Kealoha Perry McGillivray Norman Ross | AUS    | Frank Beaurepaire Henry Hay William Herald Ivan Stedman | GBR   | Harold Annison Edward Percival Peter Leslie Savage Henry Taylor |

Vrouwen
| Onderdeel           | Goud | Goud                                                              | Zilver | Zilver                                                          | Brons | Brons                                            |
| ------------------- | ---- | ----------------------------------------------------------------- | ------ | --------------------------------------------------------------- | ----- | ------------------------------------------------ |
| 100 m vrije slag    | USA  | Ethelda Bleibtrey                                                 | USA    | Irene Guest                                                     | USA   | Frances Schroth                                  |
| 300 m vrije slag    | USA  | Ethelda Bleibtrey                                                 | USA    | Margaret Woodbridge                                             | USA   | Frances Schroth                                  |
| 4x 100 m vrije slag | USA  | Ethelda Bleibtrey Irene Guest Frances Schroth Margaret Woodbridge | GBR    | Hilda James Constance Jeans Grace MacKenzie Charlotte Radcliffe | SWE   | Aina Berg Jane Gylling Emy Machnow Carin Nilsson |

### Schoonspringen
Mannen
| Onderdeel          | Goud | Goud              | Zilver | Zilver            | Brons | Brons         |
| ------------------ | ---- | ----------------- | ------ | ----------------- | ----- | ------------- |
| 3 m plank          | USA  | Louis Kuehn       | USA    | Clarence Pinkston | USA   | Louis Balbach |
| 10 m torenspringen | USA  | Clarence Pinkston | SWE    | Erik Adlerz       | USA   | Harry Prieste |
| Hoogduiken         | SWE  | Arvid Wallman     | SWE    | Nils Skoglund     | SWE   | John Jansson  |

Vrouwen
| Onderdeel          | Goud | Goud                     | Zilver | Zilver           | Brons | Brons        |
| ------------------ | ---- | ------------------------ | ------ | ---------------- | ----- | ------------ |
| 3 m plank          | USA  | Aileen Riggin            | USA    | Helen Wainwright | USA   | Thelma Payne |
| 10 m torenspringen | DEN  | Stefanie Fryland Clausen | GBR    | Eileen Armstrong | SWE   | Eva Ollivier |

## Teamsporten
| Sport       | Sport  | Goud             | Zilver           | Brons                  |
| ----------- | ------ | ---------------- | ---------------- | ---------------------- |
| Hockey      | Mannen | Groot-Brittannië | Denemarken       | België                 |
| IJshockey   | Mannen | Canada           | Verenigde Staten | Tsjecho-Slowakije      |
| Polo        | Mannen | Groot-Brittannië | Spanje           | Verenigde Staten       |
| Rugby       | Mannen | Verenigde Staten | Frankrijk        | twee deelnemende teams |
| Touwtrekken | Mannen | Groot-Brittannië | Nederland        | België                 |
| Voetbal     | Mannen | België           | Spanje           | Nederland              |
| Waterpolo   | Mannen | Groot-Brittannië | België           | Zweden                 |

## Clean sweeps
In onderstaand overzicht staan de vijftien onderdelen van de 156 in totaal waarop een land het volledige podium in beslag nam.
| Sport            | Onderdeel                        | NOC | Goud               | Zilver              | Brons                 |
| ---------------- | -------------------------------- | --- | ------------------ | ------------------- | --------------------- |
| Atletiek         | 400 m horden (m)                 | USA | Frank Loomis       | John Norton         | August Desch          |
| Atletiek         | Speerwerpen (m)                  | FIN | Jonni Myyrä        | Urho Peltonen       | Paavo Jaale-Johansson |
| Boogschieten     | Vast vogeldoel, grote vogel (m)  | BEL | Edmond Cloetens    | Louis Van de Perck  | Firmin Flamand        |
| Boogschieten     | Vast vogeldoel, kleine vogel (m) | BEL | Edmond Van Moer    | Louis Van de Perck  | Joseph Hermans        |
| Moderne vijfkamp | Mannen                           | SWE | Gustaf Dyrssen     | Erik de Laval       | Gösta Runö            |
| Paardensport     | Dressuur                         | SWE | Janne Lundblad     | Bertil Sandström    | Hans von Rosen        |
| Schermen         | Degen (m)                        | FRA | Armand Massard     | Alexandre Lippmann  | Gustave Buchard       |
| Schietsport      | Kleinkalibergeweer 50 m (m)      | USA | Lawrence Nuesslein | Arthur Rothrock     | Dennis Fenton         |
| Schietsport      | Kleiduiven (m)                   | USA | Mark Arie          | Frank Troeh         | Frank Wright          |
| Langebaanzwemmen | 100 m vrije slag (m)             | USA | Duke Kahanamoku    | Pua Kela Kealoha    | William Harris        |
| Langebaanzwemmen | 100 m vrije slag (v)             | USA | Ethelda Bleibtrey  | Irene Guest         | Frances Schroth       |
| Langebaanzwemmen | 300 m vrije slag (v)             | USA | Ethelda Bleibtrey  | Margaret Woodbridge | Frances Schroth       |
| Schoonspringen   | 3 m plank (m)                    | USA | Louis Kuehn        | Clarence Pinkston   | Louis Balbach         |
| Schoonspringen   | Hoogduiken (m)                   | SWE | Arvid Wallman      | Nils Skoglund       | John Jansson          |
| Schoonspringen   | 3 m plank (v)                    | USA | Aileen Riggin      | Helen Wainwright    | Thelma Payne          |